# جون جيلكريست (سياسي أمريكي)
جون جيلكريست (بالإنجليزية: John Gilchrist)‏ هو قاضي ومحامي وسياسي أمريكي، ولد في 16 فبراير 1809، وتوفي في 29 أبريل 1858.